# Zapotèque de Tlacolulita
Le zapotèque de Tlacolulita (ou zapotèque d'Asunción Tlacolulita, zapotèque de Yautepec du Sud-Est) est une variété de la langue zapotèque parlée dans l'État de Oaxaca, au Mexique.

## Localisation géographique
Le zapotèque de Tlacolulita est parlé dans les villes de Asunción Tlacolulita et San Juan Alotepec, dans l'est de l'État de Oaxaca, au Mexique,.

## Intelligibilité avec les variétés du zapotèque
Les locuteurs du zapotèque de Tlacolulita ont une intelligibilité de 15 % du zapotèque de Quiavicuzas (le plus similaire), de 10 % des zapotèques de Mitla et de San Juan Guelavía et de 0 % des zapotèques de Lachiguiri, de l'Isthme, de Guevea de Humboldt, de Petapa, de Mixtepec et de Santa María Quiegolani.

## Utilisation
Le zapotèque de Tlacolulita est parlé par 140 personnes en 1990, dont 111 ont plus de 50 ans, certains locuteurs parlent aussi notamment l'espagnol.